# 小姐與流氓 (2019年電影)
《小姐與流氓》（英語：Lady and the Tramp）是一部2019年美國音樂愛情片，由查理·比恩執導，安德魯·布加爾斯基和卡里·格蘭倫德編劇，華特迪士尼工作室電影發行。這部電影是1955年同名動畫電影的真人/CGI混合翻拍。
《小姐與流氓》於2019年11月12日在Disney+上映，這是第一部未在影院上映而僅在串流媒體服務上映的迪士尼翻拍電影。這部電影的評論褒貶不一，爛番茄新鮮度66%，觀眾分數卻55%，大致而言評論者對其表演和配音表示讚賞，但對視覺效果、劇本和節奏提出批評。
片中的兩個主要角色小姐和流氓均由真狗飾演，並分別由泰莎·湯普森和賈斯汀·塞洛克斯配音。大約在拍攝開始前三個月，動物們開始為拍攝電影進行訓練。2019年11月6日，官方發布了一部專題片，介紹了參與演出的每隻狗，以及它們從動物收容所和寄養家庭中獲救的過程。

## 外部連結
- 在Disney+上觀看《小姐與流氓》 （因版權限制，本節目可能僅在部分地區上架。）
- 互联网电影数据库（IMDb）上《小姐與流氓》的资料（英文）
- 官方网站